# Israel–Libanon-konflikten
Israel–Libanon-konflikten är en beteckning på den mellanstatliga relationen, och följande räcka av militära sammandrabbningar, invasioner, ockupationer och krig, mellan Israel, Libanon och flera icke-reguljära miliser som agerat inifrån Libanon. Konflikten har pågått sedan staten Israel utropades 1948. Konflikten är förknippad med Israel–Palestina-konflikten och en del av den större Mellanösternkonflikten.
Libanon deltog som medlem av Arabförbundet i 1948 års arab-israeliska krig, i protest mot utropandet av staten Israel. PLO rekryterade militanta personer i Libanon bland de palestinska flyktingfamiljerna som hade lämnat Israel 1948. Omkring 1968 utförde PLO och Israel attacker över ländernas gräns mot varandra, i strid mot Libanons suveränitet. Efter att PLO:s ledare och hela Fatah utvisats ur Jordanien efter Svarta september, anlände de till Libanon, och striderna över gränsen tilltog i antal och styrka. Samtidigt ledde demografiskt betingade oenigheter över konstitutionell praxis till inbördeskriget i Libanon (1975–1990).
Israels invasion 1978 av Libanon lyckades inte få de palestinska attackerna att upphöra, men Israel invaderade Libanon igen 1982, och tvingade PLO att lämna Libanon. Israel upprättade en säkerhetszon i gränstrakterna mellan länderna, vilken övervakades av Sydlibanesiska armén (SLA). 
1985 bildades en shiitisk motståndsrörelse som finansierades av Iran, Hizbollah, vilken uppmanade till väpnad kamp för att få ett slut på Israels ockupation av libanesiskt territorium. När inbördeskriget i Libanon tog slut och andra stridande parter beslutade att lägga ner sina vapen, vägrade Hizbollah och SLA att sluta kriga. Israel drog sig 2000 tillbaka bakom sin sida av den blå linje som Förenta nationerna (FN) upprättat mellan länderna.
Med hänvisning till Israels kontroll över det omtvistade Shebaaområdet fortsatte Hizbollah utföra attacker över gränsen under de följande sex åren. Hizbollah krävde att libanesiska medborgare i israeliska fängelser skulle friges, och använde med framgång en taktik att tillfångata israeliska soldater att användas som utbyte vid fångutväxlingar 2004.
Att Hizbollah tillfångatog två israeliska soldater utlöste senare Libanonkriget 2006. Vid vapenvilan som FN utlyste med resolution 1701, uppmanades Hizbollah och den ännu väpnade grenen av PLO att lägga ner sin väpnade kamp, och Libanon att ta över suveräniteten över sin södra gräns för första gången på fyra årtionden. 

## Bakgrund
Territorierna som skulle bli staterna Israel och Libanon var tidigare delar av det långlivade Osmanska riket (1299–1924) – fram till det besegrades under första världskriget. Som en följd av kampanjen på Sinaihalvön och Palestina 1917, ockuperade Storbritannien Palestina och Frankrike delar av vad som skulle bli Syrien. Franska trupper intog Damaskus 1918. Nationernas förbund gav Frankrike officiellt mandat över Syrien och britterna mandat över Palestina efter konferensen i San Remo 1920, i enlighet med Sykes-Picotavtalet.
Den till stora delar kristna enklaven av det franska mandatet blev den franskkontrollerade Libanesiska republiken 1926. Libanon blev självständigt 1943 då Frankrike ockuperades av Tyskland, men de franska trupperna drog sig inte tillbaka förrän 1946.
De ökande antisemitiska strömningarna i Europa, som kulminerade i förintelsen under andra världskriget, innebar att den judiska invandringen ökade till Palestina, där muslimer var i majoritet. Under arabrevolten 1936–1939 och därefter, blev de brittiska myndigheterna beroende av judiska polisstyrkor för att upprätthålla ordningen. Så småningom skulle de etniska spänningarna och striderna mellan araber och judars som följde av den judiska invandringen och kollaborationen, leda till att britterna tvingades dra sig tillbaka 1947 – 1946 hade redan deras mandat öster om Jordanfloden blivit den självständiga staten Jordanien. FN:s generalförsamling antog 1947 en delningsplan av Palestina, i syfte att ge araber och judar egna stater av vad som var kvar av det som varit det brittiska mandatet; situationen utvecklades snart till ett fullskaligt inbördeskrig.

## Arab-israeliska kriget 1948
1948 hade Libanon i särklass den minsta armén i Mellanöstern, med bara 3 500 soldater. Libanon avsatte 1 000 soldater till att invadera sitt södra grannland. Arabarmén avvaktade tills de brittiska trupperna drog sig tillbaka när mandatet var över,  den 15 mars 1948.
Den 14 maj uttropade Israel sin självständighet. Den 15 maj gick det brittiska mandatet officiellt ut, och i ett telegram från generalsekreteraren i Arabförbundet till generalsekreteraren i FN, förklarade de sju medlemmarna i Arabförbundet, inklusive Libanon, officiellt sin målsättning att upprätta en demokratisk ”Förenta staterna av Palestina” i stället för tvåstatslösningen som FN föreslagit. Arabförbundet gick in i konflikten på de palestinska arabernas sida, varmed arab-israeliska kriget 1948 inleddes. Egypten, Libanon, Syrien, Transjordanien och Irak förklarade krig mot den nyss utropade staten Israel. De förväntade sig ett snabbt och lättvunnet krig. Den libanesiska armén deltog med de andra arabiska arméerna i invasionen. De drog fram mot norra Galiléen. Mot slutet av konflikten hade de dock slagits tillbaka av Israels armé, vilken ockuperade södra Libanon. Israel undertecknade 1949 års avtal om eld upphör med samtliga av sina invaderande grannländer. Avtalet med Libanon undertecknades den 23 mars 1949. I enlighet med avtalet med Libanon, drog sig de israeliska trupperna tillbaka bakom landgränsen.
Vad beträffar de territorier som israelerna respektive palestinierna skulle besitta enligt FN:s delningsplan, överskred Israels territorium vida sitt område. Det var dock underförstått av alla parter som skrivit under avtalet om vapenvila, att detta inte var ett fredsfördrag eller den slutliga lösningen på konflikten dem emellan, inte heller vad gällde gränskonflikter.

## Det palestinska flyktingproblemet
Efter kriget uppskattade FN att 711 000 palestinska araber, av uppskattningsvis 1,8 miljoner totalt i området som varit ett brittiskt mandat, flydde, emigrerade eller tvingades lämna Israel, och anlände till kringliggande länder. 1949 fanns det 110 000 palestinier i Libanon, som slog sig ner i flyktingläger som UNRWA förestod.
Med undantag för två läger i Beirutområdet, var nästan samtliga muslimer i dessa flyktingläger. De kristna libaneserna befarade att den muslimska flyktingströmmen skulle inverka på deras politiska dominans och den majoritetsställning de hade i landet. Följaktligen införde de restriktioner för de palestinska flyktingarna. De fick inte resa, arbeta eller syssla med politik. Till en början var flyktingarna alltför tagna för att utveckla ett ledarskap som skulle företräda deras intressen. Mindre demokratiska regimer oroades över det hot palestinierna utgjorde på deras egna styrelser, men Libanon var alltför svagt för att hålla tillbaka dem.
PLO rekryterade militanta personer i Libanon från de palestinska flyktingfamiljer som lämnat Israel 1948.

## Sexdagarskriget 1967
Trots de gemensamma gränstvisterna till havs, avslog Libanon de andra arabländernas uppmaning att delta i sexdagarskriget 1967. Libanon, som militärt var svagt i söder, hade inte råd med ett krig mot Israel.
Förlusten av Västbanken ledde till att de palestinska flyktingarna radikaliserades och högljutt talade för att kunna återvända till sitt hemland. Den fortsatta flyktingströmmen förvandlade flyktingförläggningarna till högborgar för gerillaverksamheter.

## PLO träder fram (1968–1975)
Från 1968 och framåt, började PLO utföra räder mot Israel från Libanon, och Israel började utföra moträder mot libanesiska orter för att därmed driva libaneserna till att lösa problemet med dem som begav sig över gränsen. Efter att ett israelisk flygplan besköts vid Aten-Elefthérios Venizélos internationella flygplats, bombade Israel Beirut-Rafic Hariris internationella flygplats som vedergällning, varmed 13 civilplan förstördes.
Den obeväpnade civilbefolkningen kunde inte driva bort de beväpnade utlänningarna och Libanons armé var för svag militärt och politiskt. De palestinska flyktingförläggningarna hamnade under palestinsk kontroll efter en rad sammandrabbningar 1968 och 1969 mellan den libanesiska armén och den palestinska gerillan. 1969 erkändes flyktingarna genom Kairoavtalet rätt att arbeta, att bilda självstyrande kommittéer, och att delta i väpnade konflikter. Dagligen fick de palestinska grupperna stöd genom den sjukvård, utbildning, säkerhet och det socialt skydda som erbjöds i flyktinglägren.
Den 8 maj 1970 gick en gren av PLO som kallades Demokratiska fronten för Palestinas befrielse (DFLP), över gränsen till Israel och utförde skolbussmassakern i Avivim. 
1970 försökte PLO i Jordanien genomföra en statskupp mot den regerande monarken, kung Hussein av Jordanien, och till följd av att denne slog ner revolten, vilket kallas svarta september, flydde PLO-ledarna och deras män från Jordanien, till Syrien, och sedan till Libanon. I och med detta tilltog våldet.
Med sitt nya högkvarter i Beirut rekryterade PLO:s grenar nya medlemmar från flyktingförläggningarna. Södra Libanon började kallas ”Fatahland” på grund av att Yassir Arafats Fatahorganisation de facto tog makten där. Genom att PLO:s styrkor fritt opererade i Libanon, hade PLO upprättat en stat i staten. 1975 levde mer än 300 000 palestinska flyktingar i Libanon.
Som reaktion på Münchenmassakern 1972, utförde Israel Operation ungdomens vår. Medlemmar av det israeliska elitförbandet Sayeret Matkal landsteg per båt på libanesisk mark den 9 april 1973 och med hjälp av Mossadagenter tog de sig in i PLO:s högkvarter i Beirut, och dödade flera personer i dess ledning.
1974 bytte PLO strategi och inledde en politisk verksamhet som var nödvändig för att föra en dialog med Israel. De som insisterade på en militär lösning lämnade PLO för att bilda Rejectionist Front, varpå Yassir Arafat övertog ledningen för PLO.
Popular Front for the Liberation of Palestine - General Command, vilken bröt sig ur PLO 1974, utförde Kiryat Shmona-massakern i april det året. I maj 1974 gick DFLP in igen i Israel och utförde Ma'alot-massakern.

## Libanesiska inbördeskriget (1975–1990)
Inbördeskriget i Libanon (1975–1990) var en sammansatt konflikt i form av olika grupper i strid och skiftande allianser, mellan libanesiska maroniter, libanesiska shiiter och sunniter, palestinska muslimer, libanesiska druser, och andra icke-religiösa grupper. Regeringsmakten hade fördelats på de olika grupperna enligt en nationell pakt som byggde på proportionerna mellan dessa grupper vid en folkräkning 1932. Förändringar i befolkningens sammansättning och en tilltagande känsla av utanförskap av vissa etniska grupper, likväl som sammandrabbningar mellan Israel och palestinierna i söder, bidrog sammantaget till att inbördeskriget bröt ut.
I maj 1976 började Israel förse den maronitiska milisen, däribland Lebanese Forces som leddes av Bachir Gemayel, med vapen, stridsvagnar och militära rådgivare.
Av rädsla för att förlora handeln genom Beiruts hamn blandade sig Syrien i inbördeskriget i juni 1976, och stödde regeringen, där maroniterna var i majoritet, och runt oktober hade de 40 000 man stationerade i Libanon.

## Operation Litani
Den 11 mars 1978 landsteg 11 militanta från PLO sjövägen i Haifa, Israel, där de kapade en fullsatt buss, och dödade passagerarna. Denna händelse kallas Kustvägsmassakern. Under slutet av dagen hade nio kapare och 37 israeler dödats. Som vedergällning utförde Israel den 14 mars 1978 Operation Litani varmed de ockuperade södra Libanon, bortsett från staden Tyr, med 25 000 man. Syftet var att köra iväg PLO från gränsområdet och upprätta en libanesisk milis som skulle vara allierad med Israel, Sydlibanesiska armén (SLA). Av namnet på operationen drog PLO slutsatsen att invasionen skulle göra stopp vid Litanifloden och drog sig därför norrut och lämnade bakom sig en symbolisk styrka om några hundra man. De flesta döda var av den anledningen civilbefolkning.
Den 19 mars 1978 antog FN:s säkerhetsråd resolution 425, vilken uppmanade Israel att genast dra sig tillbaka, och FN bildade en fredsbevarande styrka för Libanon, UNIFIL. När de israeliska trupperna drog sig tillbaka senare under 1978, överlämnade de makten till Sydlibanesiska armén, vilken skulle fortsätta att strida för Israel mot PLO tills Israel slutligen fördrev PLO från Libanon 1982.
Den 22 april 1979 landsteg Samir Kuntar och tre andra medlemmar av Palestinska befrielsefronten, som tidigare ingått i PLO, i Nahariya, Israel, från Tyros, Libanon, med båt. Efter att ha dödat en polis som upptäckt deras närvaro tog de en far och hans son som gisslan i ett flervåningshus. När de senare flydde med sin gisslan från polisen tillbaka till stranden, dödades en polis och två av palestinierna vid en skottlossning som utbröt. Kuntar avrättade då sin gisslan, innan han och den andre som överlevt tillfångatogs.
I april 1981 fick USA en vapenvila till stånd för södra Libanon, mellan Israel, Syrien och PLO.

## Libanonkriget 1982, den israeliska ockupationen (6 juni 1982–januari 1985)
Libanonkriget 1982 bröt ut den 6 juni, när Israel ännu en gång invaderade landet för att återgälda för de attacker som PLO utförde. Under konflikten dödades 14 000 libaneser och palestinier, och Israels armé belägrade Beirut. Strider förekom även mellan Israel och Syrien. USA, som befarade att konflikten skulle sprida sig och att Yassir Arafat skulle få ett moraliskt övertag med Beirutbelägringen, fick alla parter att gå med på vapenvila, och PLO att gå med på villkor för att lämna Libanon den 12 augusti. En huvudsakligen muslimsk multinationell styrka ankom till Libanon för att upprätta ordningen och överse PLO:s tillbakadragande. Arafat lämnade Beirut den 30 augusti 1982, och slog sig ner i Tunisien.
Libanons parlament valde Bachir Gemayel med knapp marginal till president, men han dödades i ett bombattentat den 14 september 1982, Israel ockuperade återigen västra Beirut.
USA drev igenom 17 maj-avtalet, ett fredsfördrag mellan Israel och Libanon nominellt. Avtalet innebar att Israel stegvis skulle dra sig tillbaka under 8 eller 12 veckor, och återupprätta en säkerhetszon som skulle patrulleras av Libanons armé i södra Libanon, men detta endast under förutsättning att Syrien också skulle dra tillbaka sina trupper. I augusti 1983 drog sig de israeliska trupperna tillbaka från områdena sydöst om Beirut till Awalifloden, varpå libanesiska grupper drabbade samman om kontrollen över det befriade territoriet.
I februari 1984 föll Libanons armé samman, och flera enheter ur den bildade miliser under egen överhet. Parlamentet upphävde 17 maj-avtalet efter påtryckningar från Syrien och muslimsk milis den 5 mars 1984.
Den 15 januari 1985 antog Israel en plan för successivt tillbakadragande, drog sig slutligen tillbaka till Litanifloden där de upprättade en säkerhetszon om 4–12 kilometer(karta på ) och använde den inhemska Sydlibanesiska armén för att kontrollera denna.

## Bildandet av Hizbollah och Israels tillbakadragande (februari 1985–maj 2000)
Den 16 februari 1985 utfärdade den shiitiske schejken Ibrahim al-Amin ett manifest i Libanon där han förklarade att en motståndsrörelse hade bildats, som han kallade Hizbollah, vars mål inbegrep att slåss mot den israeliska ockupationen. Under konflikten 1982-2000 i södra Libanon förde Hizbollah ett gerillakrig mot de israeliska förband som ockuperade södra Libanon och dess allierade, Sydlibanesiska armén.
Under slutet av 1990-talet var inbördeskriget i Libanon över. I mars 1991 utfärdade Libanons parlament en amnestilag genom vilken politiska brott benådades, och i maj 1991 upplöstes miliserna - med Hizbollah och SLA som anmärkningsvärda undantag. Libanons reguljära armé började sakta återuppbyggas och återfå ensamrätt på sitt område.
Vid parlamentsvalet 1992 vann Hizbollah 10 platser av 128. Den 23 juli 1993 påbörjade Israel Operation ansvarighet, i Libanon är känt som "sjudagarskriget", som hämnd för attacker från både Hizbollah och Popular Front for the Liberation of Palestine - General Command, vilket hade dödat fem soldater i säkerhetszonen. Tusentals byggnader bombades sönder, 120 personer dog och 300 000 civilpersoner blev hemlösa. Israeliska trupper förstörde också infrastrukturen, såsom kraftverk och broar. Hizbollah svarade med raketattacker mot israeliska orter, men med ett betydligt mindre antal omkomna.
Israel inledde den 11 april 1996 Operation vredens druvor, vilken Hizbollah kallar "aprilkriget", till följd av att Hizbollah skickat raketer mot Israel, vilket i sin tur var ett svar på att två libaneser dödats av en IDF-robot och en vägbomb dödat en libanesisk pojke. 118 libaneser dödades i Qanamassakern, när ett av FN:s flyktingläger bombarderades av Israel. Konflikten upphörde den 26 april 1996 med ett avtal om vapenvila mellan Israel och Libanon, i vilket både Hizbollah och Israel gick med på att upphöra med attacker på civilbefolkningen.
Från 1985 och fram till 2000 fortsatte Israel att stödja SLA. I januari 2000 mördade Hizbollah mannen som var ansvarig för SLA:s dagliga verksamhet, Akel Hashem. Israels flygvapen slog därför till den 7 februari mot den civila infrastrukturen. 18 personer uppges ha blivit skadade.
Efter att den 1 april 1998 ha förklarat sig villig att implementera FN:s säkerhetsråds resolution 425, och efter att SLA rasat samman till följd av Hizbollahs framfart, förklarade Israel den 24 maj 2000 att de skulle dra sig tillbaka till sin sida av den gräns som FN dragit upp, "den blå linjen", 22 år efter att resolutionen antagits. SLA:s utrustning och posteringar hamnade i Hizbollahs händer. Libanon firar den 25 maj som frihetsdag och allmän helgdag.

## Gränsstrider, politiska mord (september 2000–juli 2006)
I september 2000 ingick Hizbollah en koalition med Amalrörelsen. Sammanslutningen fick alla 23 av södra Libanons mandat i parlamentet i regionens första parlamentsval sedan 1972.
Den 7 oktober 2000 tillfångatogs tre israeliska militäringenjörer i Shebaaområdet sedan gerillan i Hizbollah detonerat en bomb nära deras jeep. Soldaternas föräldrar misstänkte efter en tid att de hade dödats och anklagade FN och UNIFIL för att samarbeta med Hizbollah.
Efter att Hizbollah dödat en israelisk soldat i en attack mot en beväpnad bulldozer som korsat gränsen för att rensa upp bomber den 20 januari 2004, bombade Israel två av organisationens baser.
Tyskland framförhandlade en fångutväxling den 29 januari 2004. Då frigavs den tidigare säkerhetsansvarige inom Amalrörelsen Mustafa Dirani, som tillfångatagits av Israel 1994, 22 andra libaneser, omkring 400 palestinier, och 12 israeliska araber av Israel. I utbyte mot dessas frihet släpptes den israeliska affärsmannen Elchanan Tenenbaum som Hizbollah kidnappat i oktober 2000. Kvarlevorna av 59 libaneser och tre israeler ingick också i utväxlingen. Hizbollah begärde att avtalet skulle innefatta en karta över var Israel hade placerat minor i södra Libanon.
I maj 2004 dödade Hizbollahs milis en israelisk soldat längs gränsen mot Shebaaområdet som Israel besatt.
Mellan juli och augusti 2004 uppstod en mer intensiv konflikt vid gränsen. Enligt Hizbollah började sammandrabbningarna när Israel bombarderade deras posteringar medan Israel menar att Hizbollah började kriga med krypskyttar längs gränsen.
FN:s säkerhetsråd antog den 2 september 2004 resolution 1559, i vilken de uppmanade till att all milis i Libanon förbjöds. Det beväpnade Hizbollah sågs som ett brott mot denna resolution. Libanons regering var av en annan uppfattning.
Syriens trupper drog sig tillbaka i april 2005.
En bilbomb dödade Mahmoud Majzoub, ledaren för Palestinska islamiska jihad, och hans bror i Sidon den 26 maj 2006. Libanons premiärminister Fuad Saniora pekade ut Israel som huvudmisstänkt, men Israel förnekade inblandning. Den 28 maj 2006 sköts raketer från Libanon mot Israel. Några timmar senare svarade Israel med att bomba den misstänkta platsen som raketerna skulle ha avfyrats från, och deltog i beskjutningar över gränsen. FN framförhandlade en vapenvila samma dag.
Libanons armé arresterade den 10 juni 2006 personer som anklagades för att ingå i en israelisk spionliga, däribland Mahmoud Rafeh, hans fru och två barn. Polisen fann material för att bygga bomber, kodningsmaskiner och annan spionutrustning i hans hem. Rafeh skall enligt uppgift ha erkänt sig skyldig till mordet på Majzoub och att arbeta för Mossad, och förklarade sig skyldig till att hans cell dödat två av Hizbollahs ledare 1999 och 2003 samt Ahmed Jibrils son, ledaren av Popular Front for the Liberation of Palestine-General Command, 2002. Den drusiske politikern Walid Jumblatt, en frispråkig kritiker av Hizbollah, misstänkte att avslöjandet om en spionliga var något som Hizbollah hade hittat på.

## Libanonkriget 2006
Den 12 juli 2006 inledde Hizbollah med en händelse som kallas Zar'it-Shtulaincidenten, en omfattande raketattack mot de israeliska lägren i närheten av den israeliska gränsbyn Zar'it, medan en annan Hizbollahgrupp korsade gränsen från Libanon till Israel, besköt två israeliska fordon, dödade tre israeliska soldater och tillfångatog två.
Hizbollahs ledare, Hassan Nasrallah, sade samma dag att en militär operation inte kommer att få de tillfångatagna israelerna frigivna. Enda möjligheten att få tillbaka dem är genom indirekta förhandlingar och en fångutväxling, enligt Nasrallah.
 Hårda strider utbröt från båda sidor längs den blå linjen, och Hizbollah träffade IDF:s poster i utkanterna av israeliska städer.
Så började Libanonkriget 2006. Israel svarade med omfattande flyganfall och artilleribeskjutning mot mål i hela Libanon, en luft- och marinblockad och en invasion av södra Libanon. För Libanons vidkommande dödades 1 500 personer, varav de flesta var civilpersoner, infrastrukturen ansattes hårt och miljoner människor förlorade sina hem. Israel fick utstå omkring 4 000 raketattacker mot norra Israel vilket dödade 42 civilpersoner och gjorde en halv miljon hemlösa. I nästan hela Libanon och norra Israel drabbades civilbefolkningen, och normala funktioner stannade av.
En FN-ledd vapenvila slöts den 14 augusti 2006. Blockaden lyftes den 8 september.

## Efter 2006
Efter Libanonkriget 2006 har det bara varit isolerade incidenter. 
Den 7 februari 2007 besköt Libanons armé och IDF varandra i närheten av Avivim, vilket kulminerade med att IDF lät stridsvagnar avfyra sina vapen över gränsen. Ingen skadades, på någon sida. FN:s generalsekreterare konstaterade att det var den första väpnade incidenten sedan kriget tagit slut och att det var Libanons armé som utan provokation börjat eftersom IDF agerade från israeliskt territorium.
Den 17 juni 2007 avlossade en okänd militant grupp två raketer från Libanon in i norra Israel, vilket FN fördömde som ett allvarligt brott mot vapenvilan. Hizbollah förnekade varje inblandning, och Israel sade att de skulle avhålla sig från motaktioner.